# Ashbourne, Meath

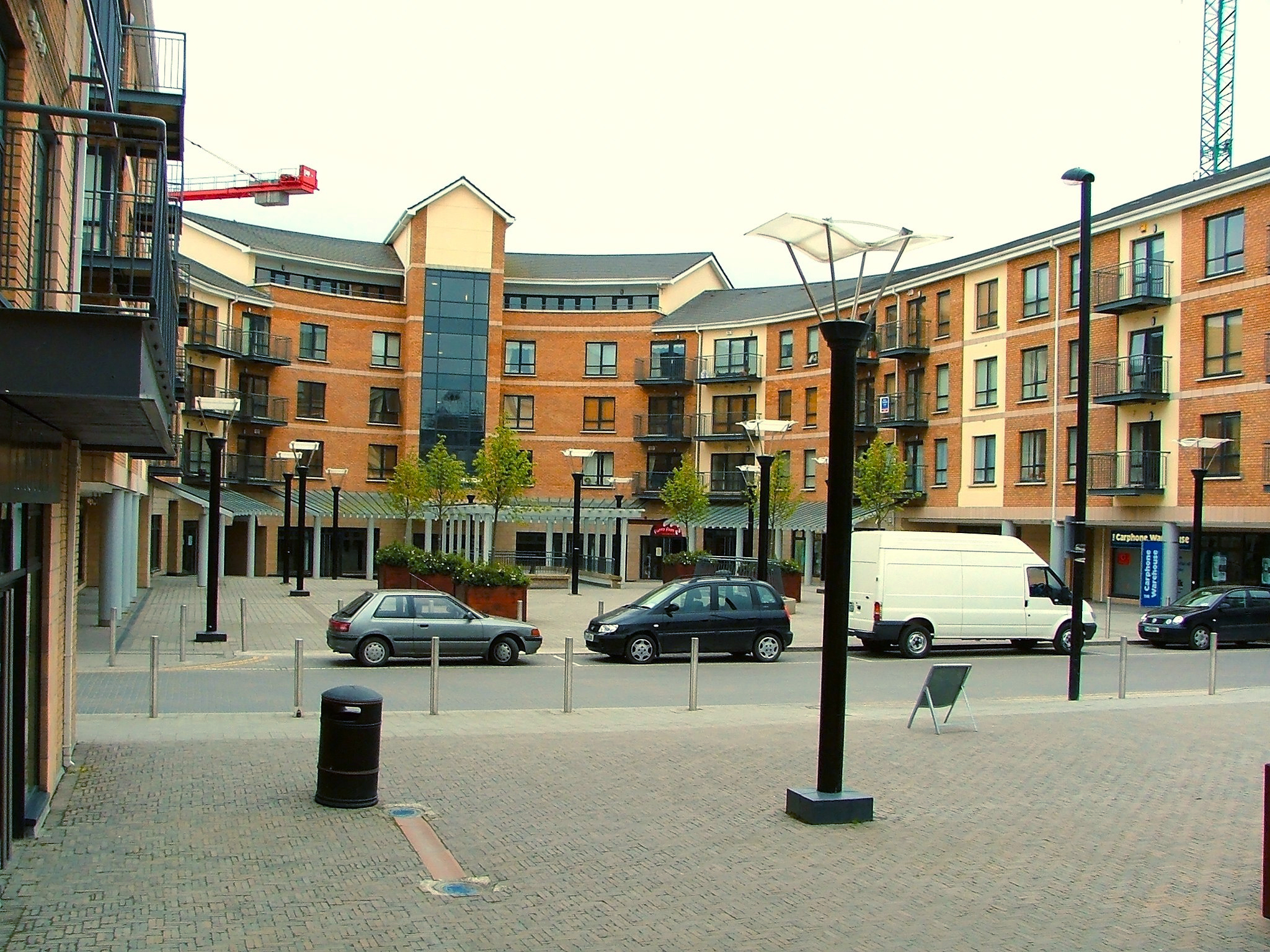
Lägenheter i Ashbourne.

Ashbourne (iriska: Cill Dhéagláin) är en stad i grevskapet Meath i Irland. Staden har vuxit fram som en satellitstad till Dublin, belägen 20 kilometer därifrån längs med vägen N2. Tätorten (settlement) Ashbourne hade 12 679 invånare vid folkräkningen 2016.